# Дханбад
Дганбад (англ. Dhanbad, гінді धनबाद) — місто на північному сході Індії, у штаті Джхаркханд, відоме як вугільна столиця Індії.

Район міста Дханбад на карті Індії

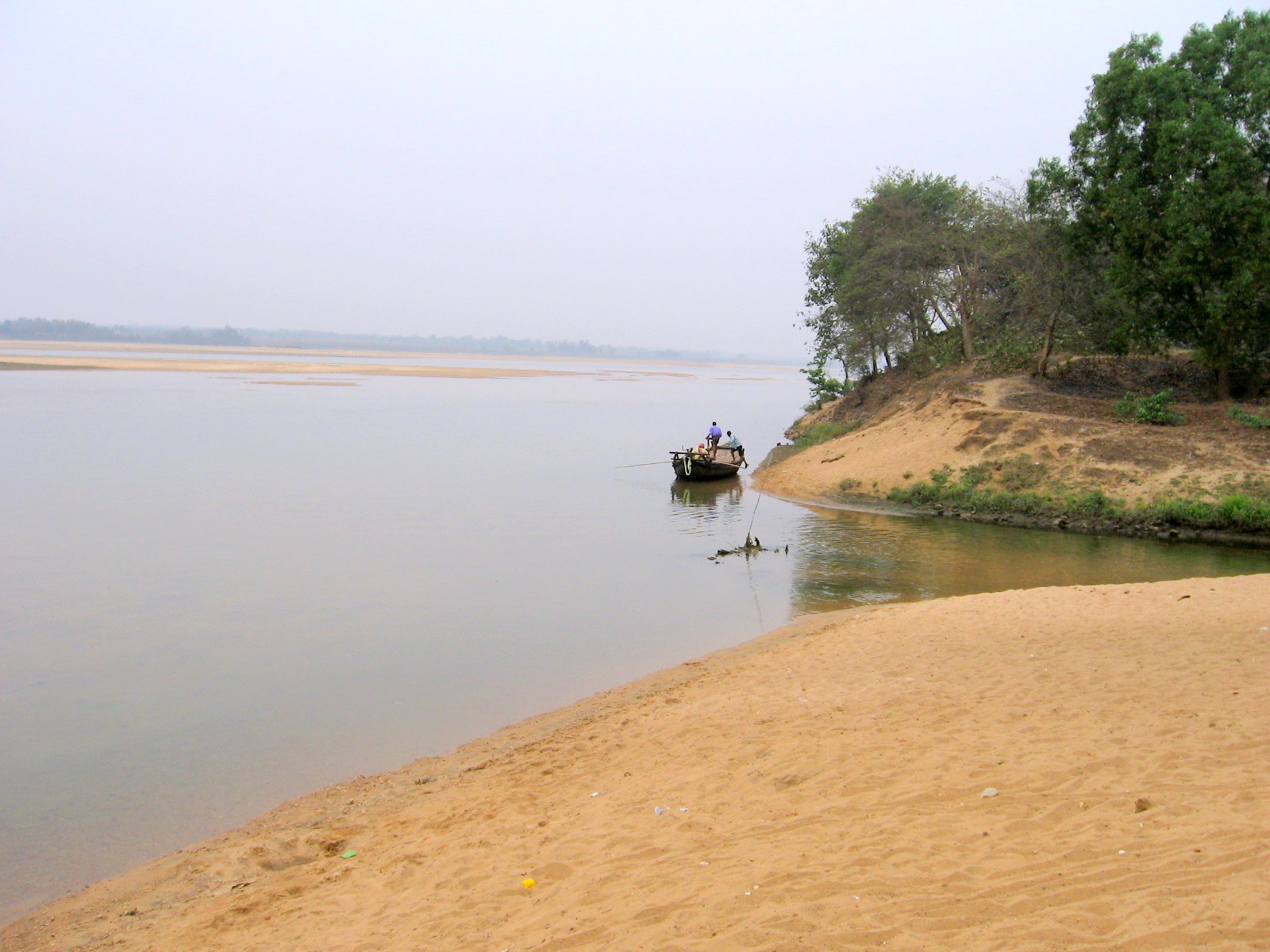
Течія річки Дамодар на південь від м. Дханбад.

Одне зі 100 найшвидше зростаючих міст у світі. Розташоване у долині річки Дамодар, поблизу вугільного басейну Джхарія. Важливий сільськогосподарський торговий осередок. Тут знаходяться Індійський Гірничий Інститут (філіал Біхарського Університету) та Центральний Дослідницький Інститут Палива. Річка Дамодар, яка зі сходу на захід перетинає область в якій лежить Дханбад, оточена зрошувальними збірниками та полями рису, кукурудзи та соняшника. Сусідні вугільні басейни Джхарія та Раніґандж допомогли перетворити регіон на ведучого виробника вугілля в країні.
Населення міста 199 258 мешканців; міської агломерації — 1 065 327 мешканців (перепис 2001 року).

## Джерело
- Енциклопедія Британніка [Архівовано 1 травня 2009 у Wayback Machine.]